# Joseph Baumann
Josef Baumann (* 13. Februar 1910; † 6. Februar 1966) war ein deutscher Arzt.

## Leben
Josef Baumann war Arzt und Geburtshelfer in Berlin.
Er war von 1953 bis 1956 Vorsitzender des Katholikenausschusses des Bistums Berlin und Mitglied im Geschäftsführenden Ausschuss des Zentralkomitees der deutschen Katholiken (ZdK). Zusammen mit Anton Roesen, Maria Haase und Paul Strenkert bildete er das Präsidium des 78. Deutschen Katholikentages in Berlin (13. bis 17. August 1958).
1959 wurde er von Kardinal-Großmeister Nicola Kardinal Canali zum Ritter des Ritterordens vom Heiligen Grab zu Jerusalem ernannt und am 26. September 1959 durch Lorenz Jaeger, Großprior der deutschen Statthalterei, investiert.